# 三观堂
三观堂位于上海市虹口区万安路359号。俗称三官堂，前身为迎真道院，始建于1662年。1888年改作佛寺，供奉三世尊，建筑面积960多平方米。文化大革命期间被挪作他用。1990年，由市佛教协会出资和信众乐助，比丘尼通霖负责修复寺庙。1999年6月对外试开放。2000年11月，依法办理宗教场所登记，比丘尼通霖为三观堂当家。

## 寺院结构
2003年大殿、观音殿、祖师殿，建筑面积562平方米。
2007年拟新建天王殿、大雄宝殿、东偏房、西偏房、寮房等，用地面积3466.2平方米

## 寺院当家
- 比丘尼通霖
- 比丘尼释定愔